# クリステン・ギルバート
クリステン・ヘザー・ギルバート （英語: Kristen Heather Gilbert, 旧姓クリステン・ヘザー・ストリックランド、英語: Kristen Heather Strickland, 1967年11月13日 - ）は、アメリカの看護師、連続殺人犯（ヘルスケア・シリアルキラー）。マサチューセッツ州ノーサンプトンにある退役軍人医療センター（VAMC）に入院していた患者に対する4件の殺人罪、2件の殺人未遂罪により有罪となった。彼女は被害者に対し、点滴袋に大量のエピネフリン （追跡不可能な心臓刺激剤）を混入させ、患者に心停止を誘発させていた。その後、患者の容体が急変し、緊急警報がなると、自ら患者の蘇生措置を試みるようなことをしていた 。

## 幼少期と教育
ギルバートは1967年11月13日、マサチューセッツ州フォールリバーで生まれた。リチャードとクラウディアの2人の娘の長女だった。リチャードはエレクトロニクス企業の重役だった。クラウディアはパートタイムで教師をする主婦だった。
ギルバートが10代に入ると、周囲の友人や家族は彼女に虚言癖があることに気がついた。彼女は周囲の人間を振り回す為に自殺未遂をでっち上げた事もあった。また、裁判所の記録によると、ギルバートは10代の頃から人に脅しをかけるようなことをしていたとされている。
彼女はマサチューセッツ州グロトンのグロトン・ダンスタブル地域高校を卒業した。1986年、彼女はマサチューセッツ州ブリッジウォーターにあるブリッジウォーター州立大学に入学した。偽の自殺未遂騒ぎの後、ギルバートはブリッジウォーター州立大学職員によって精神科治療を命じられた。その後、彼女は1987年にマウント・ワチューセット・コミュニティカレッジに転入し、さらにグリーンフィールドコミュニティカレッジに移籍している。彼女はそこで看護学位を取得し、1988年に正看護師となった。その年の後半、彼女はグレン・ギルバートと結婚した。

## キャリアと連続殺人
ギルバートは1989年にノースアンプトンの退役軍人医療センターに就職し、1990年4月には雑誌VAプラクティショナーで紹介されていた。その頃、同僚の看護師達はギルバートの担当患者に死亡数が異常に多い事に気が付いたものの、問題視せず、冗談めかして彼女を「死の天使」と呼ぶ程度にとどめていた。しかし、1996年になって、3人の同僚看護師が心停止による死亡の増加 とエピネフリン在庫の減少について懸念を訴え、調査が行われた。そこでギルバートは、事件の調査を妨害するため、爆弾を仕掛けたと匿名電話をかける 。
彼女のシフト中に多発した患者の不審死について病院が調べていた1996年、ギルバートは病院から退職する。その秋、ギルバートは精神病院に7回入院し、毎回数日ほど滞在を繰り返す。1998年1月、ギルバートは、退役軍人省所属の警察官として同じ病院で働いていた元恋人と、病院の調査に協力した元同僚への仕返しとして、病院での爆弾騒ぎを起こしたとして裁判にかけられた。1998年4月、ギルバートその件で有罪判決を受ける。
退役軍人病院の職員は、ギルバートが80人以上の死亡と300以上の緊急医療事態発生に関与している可能性があると推測した。彼女を担当した連邦検事補ウィリアム・M・ウェルチ2世は、医療緊急事態が発生した場合に退役軍人省所属警察官の立ち合いが義務付けられていた点に着目し、ギルバートが当時の恋人ペローの気を引くために、緊急事態を利用したと述べている。ペローは彼女が精神科病棟に入院している間、電話で彼に少なくとも1人の殺害を告白したと、法廷で証言した。被告弁護人のデイビッド・P・ホース（David P. Hoose）は、直接的な証拠の欠如に基づく「合理的な疑問」の余地を主張した。
ノーサンプトン退役軍人病院のスタッフチーフを務めていた精神科医のウィリアム・ブートル（William Boutelle）博士によると、彼女は自分の看護師としての腕前を周囲に印象付けるために緊急医療事態を意図的に作り出していたと理論づけている。
裁判における記録によると、ギルバートは10代の頃から他人に対して暴力的な脅迫をしてきた過去があった。裁判では、検察官はギルバートが1988年1月か2月にマサチューセッツ州グリーンフィールドにて大きな包丁で人を襲う事件を起こしていたことや、1995年11月にも2回毒殺未遂を起こしていたことを指摘した。検察は、ギルバートが1996年1月28日に退役軍人病院で患者を中毒しようとしたこと、そして1994年1月30日に退役軍人病院で患者の呼吸管を抜去することによって医療緊急事態を引き起こしたと述べた。検察は、ギルバートが1995年11月9日に心停止を受けている患者を放置して、別の看護師に患者の確認のために同行するよう依頼したと指摘。検察によると、同僚が患者のトラブルを発見するまで、敢えて警報を発しないでいたという。ギルバートは、1995年11月17日の自ら使用することを拒み、訓練を受けていない同僚に患者に心臓除細動パドルを使用するよう強制した。検察によると、ギルバートは1996年7月に口頭と物理的両方で少なくとも1人に対し殺すことを意味する脅迫をした 事件の8年ほど前、看護師になる前に在宅介護の仕事をしていた際に、ギルバートは、知的障害の子供を熱い風呂水に入れてやけどを負わせていた。
2001年3月14日、連邦陪審はギルバートを3件の第一級殺人、1件の第二級殺人、2件の殺人未遂で有罪とした。マサチューセッツ州には死刑はありませんが、彼女の犯罪は連邦所属の施設で起こされており、したがって死刑の対象となった。検察官は、死刑求刑を求め、凶悪化の証拠として1998年のギルバートの爆弾騒ぎに対する有罪判決を含む証拠を提出した。被告人弁護側は、ギルバートの2人の子供たちの存在をあげて情状酌量を求めた。
2001年3月26日、陪審員は終身刑を宣告。3月27日、裁判官はギルバートに仮釈放の可能性なし4期連続した終身刑、追加の20年を宣告した。
ギルバートはマサチューセッツ州フレーミングハムの女性刑務所からテキサス州の特別な連邦刑務所に移送され、今もそこに収監されている。彼女はテキサス州フォートワースの CarswellのFederal Medical Centerで刑を宣告している
2003年7月、当時の米国最高裁判所の判決で検察官が再審の際に死刑を求刑することが出来るようになった際、ギルバートは再審を求める連邦控訴を取り下げた  。

## 私生活
2人の息子がいる。1998年に夫婦は離婚。
逮捕の際、ギルバートはサフォーク郡のニューヨーク州セトーケットに住んでいた。

## メディア
2016年11月2日、日本テレビの「ザ!世界仰天ニュース」の「元気な患者が次々死んだ魔の病院」で取り上げられた。

## 書籍
M・ウィリアム・フェルプスはギルバートを主題とした「パーフェクトポイズン」を記した。